# Messing-cum-Inworth
Messing-cum-Inworth est une paroisse civile de l'Essex, en Angleterre.